# Marco Engelhardt
Marco Engelhardt (Bad Langensalza, 2 de Dezembro de 1980) é um futebolista alemão que atua como meia. Atualmente, defende o Hoffenheim B.

## Carreira
Engelhardt iniciou sua carreira profissional aos dezoito anos, defendendo o Rot-Weiß Erfurt. Antes, atuaria durante oito anos nas categorias de base do Preußen Bad Langensalza e, mais quatro no próprio Erfurt. Permaneceria no clube durante três temporadas, disputando no campeonato 62 partidas e marcando seis vezes. Acertaria sua transferência para o Karlsruhe após isso, onde também permaneceria durante três temporadas, mas tendo mais destaque, disputando 83 partidas dessa vez e, anotando um tento a menos, com cinco.
Também teria uma passagem de duas temporadas no Kaiserslautern, mas deixando o clube após o rebaixamento para a 2. Bundesliga. Se transferiria para o Nürnberg, onde novamente permaneceria durante três temporadas,[carece de fontes?] disputando a mesma quantidade de partidas de sua passagem pelo Erfurt, mas marcando três vezes menos. No Nürnberg, também conquistaria seu primeiro título como profissional, a Copa da Alemanha, tendo marcado o segundo gol na vitória sobre o Stuttgart (3 a 2). Deixaria o clube após os três anos e, acertaria seu retorno ao Karlsruhe.

## Seleção Alemã
Pela Seleção Alemã, Engelhardt iniciaria disputando suas primeiras partidas ainda na categoria sub-21, participando de seis e, marcando duas vezes. Três anos depois, participaria de quatro partidas pela Alemanha B (anotando dois tentos), antes de defender a equipe principal em três oportunidades. Também chegaria a defender a Seleção na Copa das Confederações de 2005, onde terminou com a terceira colocação.

## Títulos
1. FC Nürnberg
- Copa da Alemanha: 2007